# Aeropuerto Internacional de Massawa
El Aeropuerto Internacional de Massawa, (IATA: MSW, OACI: HHMS) es un aeropuerto en Massawa, una ciudad de Eritrea. Fue creado por los italianos cuando Eritrea era una colonia italiana y llevaba el nombre "Aeroporto Otumlo".
El aeropuerto está abierto aunque apenas es utilizado. La única aerolínea que opera formalmente en el aeropuerto es Pakistan International Airlines. Ha recibido vuelos de dignatarios locales y líderes extranjeros, incluyendo el presidente de Yemen.

## Aerolíneas y destinos
| Aerolíneas | Destinos                                   |
| ---------- | ------------------------------------------ |
| Nasair     | Asmara, Doha, Dubái, Yeda, Jartum, Nairobi |